# ВЛ10
Електрово́з ВЛ10 — радянський вантажний восьмивісьний магістральний електровоз постійного струму, призначений для експлуатації на залізниці із шириною колії 1520 мм і з напругою в контактній підвісці 3000 В, що випускався з 1961 по 1977 рр. Було побудовано 2881 одиниць (включно з модифікаціями ВЛ10У та ВЛ10К).
Серійно випускався Тбіліським електровозобудівним заводом і Новочеркаським електровозобудівним заводом.

## Конструкція

### Технічні характеристики
- Осьова формула — 2(2О-2О)
- Потужність часового режиму — 8x560 кВт
- Конструкційна швидкість — 100 км/год
- Швидкість тривалого режиму — 50,5 км/год

## Модифікації

### ВЛ10У
Спеціальним проектно-конструкторським бюро електровозобудування Тбіліського електровозобудівного заводу було розроблено модифікацію електровоза ВЛ10 — ВЛ10У. Навантаження від колісної пари на рейки була збільшена до 25 т·с (замість 23т·с). Кузов, екіпажна частина, пневматичне й основне електричне устаткування були уніфіковані з електровозами ВЛ10, ВЛ11 і ВЛ11м.